# Троицкая церковь (Аксай)
Троицкая церковь —  храм Русской православной церкви в городе Аксай. Принадлежит Ростовской и Новочеркасской епархии Московского Патриархата.
Адрес храма: г. Ростовская обл., г. Аксай, нынешняя пл. Героев.

## История
До XVIII века у донских казаков не было местных церквей, они молились в часовнях и молитвенных домах. Первой аксайской церковью была Троицкая церковь, в Усть-Аксайский стан её перенесли в 1764 году из станицы Ратненской Черкасска. Там она именовалась во имя святого пророка Ильи. В церкви были приделы святых мучеников Фрола и Лавра. После перенесения в Аксай эта церковь получила название — во имя святой Троицы. Освящена 6 ноября 1768 года. Деревянная церковь делила Усть-Аксайско стан на две части: «Асай» и «Доломановку». Прослужила она до 1893 года, после чего была продана и вывезена в хутор Казачий, будущую станицу Елизаветинскую.
В Аксае отцом Василием Петровым было начато строительство каменной Троицкой церкви. Церковь строилась выше места, где был деревянный храм. На закладной доске новой церкви было н аписано: «По благословению Просвященнейшего Тихона Епископа Воронежского и Елецкого и старанием войского атамана Алексея Ивановича Илаовайского церковь сия во имя живоначальной Троицы заложена Черкасского заказа Усть-Аксайском стану 10 сентября 1783 года».
Строился каменный храм на средства прихожан, включая пожертвования помещика Василия Ивановича Манькова. После кончины он был погребен в склепе около Троицкой церкви.
Церковь строилась с двумя приделами: с северной стороны — во имя св. вмч. Георгия Победоносца, с южной стороны — Святителя Николая Чудотворца. Позже были устроены дополнительно два престола в трапезной части: честь Божией Матери Одигитрии (1848) и в честь св. вмч. Варвары (1890). Многоярусный резной золоченый иконостас в стиле рококо был создан в Санкт-Петербурге по проекту архитектора Растрелли. Стоимость утвари составляла около 100 тысяч рублей.
Строительство Троицкой церкви длилось около девять лет — с 1783 по 1792 год. 15 мая 1792 года храм был освящен Черкасским протоиреем Петром Федоровым. Строивший храм, священник Василий Петров дожил да освящения храма, он сорвался со строительных лесов и разбился на смерть. До этого он падал дважды с купола храма, но одеждой зацеплялся за леса, чем и бывал спасен. Василий Петров был похоронен у Троицкого храма в часовне, над входом в которую была надпись: «Мир праху твоему, служитель алтаря почётный, Да будет нам в пример твой подвиг незабвенный». Склеп сохранился до наших дней на территории мемориального комплекса площади Героев.
Кирпичная Троицкая церковь была построена в традициях классицизма. Через сто лет закладки, в 1873—1875 годах, был проведён её капитальный ремонт, с реставрацией иконостаса, которая обошлась прихожанам в 25000 рублей.
Закрыта в 1930-х годах, в 1935 году снесена.

## Святыни
В Троицкой церкви хранился чудотворный Смоленско-Аксайский образ Божией Матери. Икона прославилась во время эпидемии холеры 1830 года и была одной из главных святынь Ростовской земли.
В 1847 году, когда на Дону появилась холера, она особенно свирепствовала в Аксайской станице. В день от неё умирало по 100 человек. Двенадцать выборных от станичного общества попросили начальника Войскового штаба генерала М. Г. Хомутова вернуть Аксайской иконы из Новочеркасска в станицу. С разрешения Владыки Иоанна икону поставили в Троицкой церкви Аксая. Во её имя в 1848 году был устроен придел. После этого эпидемия с ещё большей силой вспыхнула в Новочеркасске. Тогда чудотворную икону вернули обратно в Новочеркасск. Для неё на площади, где ныне находится сквер перед Атаманским дворцом, была поставлена палатка со сквозным проходом. Народ круглосуточно шёл на поклонение Аксайской иконе.
5 августа 1851 года Государь Император Высочайше утвердил определение Святейшего Синода, касающегося учреждения крестного хода с иконой БогоМатери Одигитрия из Аксайской станицы в Новочеркасск с обратным перенесением её в Аксай. Поклонение Аксайской иконе совершалось в Донской области вплоть до 1920 года. Из Аксая в Новочеркасск и обратно икону сопровождали многотысячные крестные ходы. В годы Советской власти икона была утрачена.
К настоящему времени не сохранились чтимые списки с чудотворной иконы, находившиеся в Троицкой церкви Аксая и в Новочеркасском Вознесенском соборе. Однако в Новочеркасском соборе в барабане главного купола среди медальонов с изображениями особо чтимых икон Богородицы имеется изображение Аксайской иконы, являющееся точным списком с оригинала.